# O Presente dos Magos
"O Presente dos Magos" é um conto escrito por O. Henry (um pseudônimo de William Sydney Porter), sobre a maneira de que um casal recém casado lida com o desafio de comprarem um presente de Natal um para o outro com pouco dinheiro. Por ser uma história sentimental com uma lição de moral sobre a troca de presentes, tornou-se bastante popular na época de Natal. A trama e o seu "final surpreendente" são bastante conhecidos, sendo a sua conclusão geralmente considerada um exemplo de ironia cômica. Ele teria sido escrito na Pete's Tavern, em Nova Iorque.
A história foi inicialmente publicada no The New York Sunday World com o título "Os Presentes dos Magos" em 10 de dezembro de 1905. Foi publicada pela primeira vez em livro na antologia de O. Henry The Four Million em 1906.

## História
<ref>James e Della Dillingham são um casal que vive em um apartamento modesto. Eles têm apenas duas posses que se orgulham: ela, um cabelo longo, um relógio de ouro, que pertenceu ao seu pai e anteriormente ao seu avô.
Na Véspera de Natal, com apenas $1.87 nos bolsos e desesperada para encontrar um presente para Jim, Della vende seu cabelo por $20 para uma cabeleireira chamada Madame Sofronie. Assim, ela compra uma corrente para o relógio de Jim por $21. Satisfeita com o presente perfeito para o marido, Della vai até a sua casa e começa a preparar costeletas de porco para o jantar.
Às 7 horas, Della se senta na mesa perto a porta, esperando Jim chegar em casa. Excepcionalmente tarde, Jim entra e se depara imediatamente com o olhar de Della, que tinha orado para que ela estivesse bonita para o marido. Della admite a Jim que vendeu o seu cabelo para lhe comprar o seu presente. Jim dá a esposa seu presente - diversos acessórios de cabelos caros (referidos como "Os Pentes"), que são inúteis agora que seu cabelo está curto. Della, em seguida, mostra a Jim a corrente que comprou a ele, porém o marido diz que vendeu o relógio para conseguir comprar os acessórios. Embora Jim e Della não possam usar seus presentes, eles percebem o quão longe estão dispostos a ir para mostrar o amor que sentem um pelo outro e como inestimável o amor deles é.